# 大佛寺 (西宁市)
大佛寺，位于中国青海省西宁市城中区，为第六批青海省文物保护单位，公布日期为1998年12月22日，类型为古建筑。
大佛寺的历史年代为元。
1922年，第七世夏茸尕布活佛出资彻底重修了西宁的大佛寺，使大佛寺成为夏茸尕布活佛在西宁的驻锡地。